# Jan-Wilkens-Stadion
Das Jan-Wilken(s)-Stadion (englisch Jan Wilken(s) Stadium) ist ein Fußballstadion in der namibischen Hafenstadt Walvis Bay. Es ist Heimatstadion der Erstligavereine Blue Waters FC und Eleven Arrows. Es hat eine Kapazität von 1000 Plätzen.
Das Stadion ist nach dem ehemaligen Walvisbayer Stadtdirektor Jan Wilken (1925–2009), der der Stadt von 1958 bis 1992 vorstand, benannt.